# Amblikoppa, Hungund
Amblikoppa là một làng thuộc tehsil Hungund, huyện Bagalkot, bang Karnataka, Ấn Độ.